# Dave Yaras
Dave Yar(r)as (gelegentlich auch David Yar(r)as) alias Dave „Yiddles“ Miller (* 1912 in Chicago; † Januar 1974) war ein Killer der US-amerikanischen La Cosa Nostra. Er wird heute der Kosher Nostra zugerechnet.

## Leben

### Ragen’s Colts
Dave Yaras war ein Jugendfreund von Jack Ruby, der später den mutmaßlichen Kennedy-Attentäter Lee Harvey Oswald erschießen sollte. So hatte sich Jack Ruby alias Jacob Rubenstein der Jugendbande von Yaras angeschlossen, der damals noch als Dave „Yiddles“ Miller bekannt war. Miller gehörte den Ragen’s Colts an, einer von Iren dominierten Bande in Chicago, welche in den späten 1920er und frühen 1930er ihren größten Einfluss hatte. In der Zeit bei den Colts arbeitete er mit Leuten wie Charles „Babe“ Baron und Leonard „Lenny“ Patrick zusammen. 1924 wurde er in einem Konflikt mit der North Side Gang von Dean O’Banion angeschossen, weil er ein Mitglied dessen Gruppierung, Julius „Yankee“ Schwartz, beleidigt hatte. Die Ragen’s Colts wurden dann Teil des Chicago Outfit unter Al Capone.

### Kuba
Yaras arbeitete nach dem Zweiten Weltkrieg für die La Cosa Nostra auf Kuba. Dadurch wurde er zum Kontaktmann des Organisierten Verbrechens zur Gemeinschaft der Exilkubaner nach der Revolution auf Kuba. Yaras galt als wichtiger Verbindungsmann zwischen Chicago, Miami und Havanna. Außerdem arbeitete er als Auftragsmörder für Sam Giancana und war in diverse Ermordungen verstrickt, wurde aber nur insgesamt vierzehn Male verhaftet, ohne dass es zu einer Verurteilung kam.

### Continental Press
Mit Hilfe seiner Kumpels Bugsy Siegel, Jack Dragna und Mickey Cohen gelang Gus Greenbaum 1928 im Südwesten die Kontrolle über den „Trans-America Wire Service“, der insbesondere die Ergebnisse der Sportwetten übertrug. Das Monopol wollte Carlos Marcello durch die Übernahme des Continental Press komplettieren, allerdings weigerte sich James M. Ragen, der diese am 15. November 1939 von Moe Annenberg gekauft hatte.
Der Trick des Nachrichtenmonopols bestand darin, dass sich die Mobster einen Informationsvorteil verschafften, denn die heutigen Massenmedien, welche die Sportergebnisse sofort veröffentlichten, gab es damals noch nicht. Außerdem war dadurch die Vermarktung von Wetten außerhalb z. B. der Pferderennbahnen möglich.
Am 15. August 1946 wurde Ragen ermordet; ein nicht ganz unriskantes Vorgehen: Ragen gehörte zu den Ragen’s Colts und sein Bruder Frank Ragen hatte es deshalb sogar zum Polizeichef von Chicago gebracht. 1947 wurde Yaras wegen seiner möglichen Beteiligung an diesem Verbrechen verhaftet. Vier Zeugen wollten ihn, Lenny Patrick und William Block  als Schützen erkannt haben. Außerdem sollen Gus Alex und Strongy Ferraro in den Mord verwickelt gewesen sein.
Als einer dieser Belastungszeugen ermordet wurde, zogen zwei Zeugen ihre Aussage zurück, der Vierte tauchte unter.  Das Kefauver Committee stellte später bei seiner nachträglichen Untersuchung fest, dass es sich bei dieser Ermordung um ein bedeutendes Schlüsselereignis gehandelt hatte und ein weiterer wichtiger Zeuge ermordet worden war. Yaras wurde freigelassen und von da an nie wieder verhaftet.

### Dallas
Des Weiteren wird seine Beteiligung, zusammen mit Fiore Buccieri, Jackie „The Lackey“ Cerone, James „Turk“ Torello, Samuel „Mad Sam“ DeStefano, an dem Mord des Kredithais William „Action“ Jackson angenommen.  Eine wichtige Einnahmequelle für Yaras waren Glücksspielautomaten, die er insbesondere in Dallas betrieb.
Enge Verbindungen bestanden auch zur Teamsters-Gewerkschaft unter Jimmy Hoffa, dem er 1957 beim Aufbau der Gewerkschaftsniederlassung „Local 320“ in Miami behilflich war, als dieser Rolland McMaster hierfür nach Florida schickte. In der neuen Niederlassung bezog dann der Mafioso Santo Trafficante, Jr. ein Büro, der wiederum für die CIA in Sachen Kuba arbeitete. In den 1960er Jahren arbeitete Yaras mit Trafficante in Miami zusammen.
In der Nacht vor dem Attentat auf John F. Kennedy telefonierte Yaras mit dem Auftragsmörder Barney Baker, einem weiteren Helfer beim Aufbau von „Local 320“, mit dem Jack Ruby ebenfalls einige Tage vorher telefoniert hatte. Yaras wurde vom FBI verhört, machte zwar keinerlei Angaben, gab aber zu, sich 1964 mit Jack Ruby und David Ferrie getroffen zu haben.
1974 starb David Yaras an einem Herzinfarkt auf einem Golfplatz in Miami. Im selben Jahr wurde Yaras Sohn Ronnie in Miami ermordet. 1985 wurde Yaras zweiter Sohn Leonard in Chicago erschossen.